# JPL Small-Body Database
Pour les articles homonymes, voir JPL (homonymie).
La JPL Small-Body Database (SBDB) est une base de données astronomique qui répertorie les petits corps du système solaire. Le Jet Propulsion Laboratory (JPL) de la NASA maintient cette ressource qui fournit des informations pour tous les astéroïdes et comètes connus. Cette base de données mise à jour quotidiennement inclut des informations sur les paramètres orbitaux et physiques des corps répertoriés.